# Orang Asli

Các nhóm Orang Asli và sự thay đổi cư trú ở bán đảo Malay.

Orang Asli (dịch nghĩa: "dân gốc", "dân tự nhiên" hay "thổ dân") là những người bản địa ở Malaysia và là các cư dân lâu đời nhất ở bán đảo Malay. Chính thức hiện nay có 18 dân tộc Orang Asli, được phân chia ra ba nhóm chính theo ngôn ngữ và phong tục khác nhau của họ.
- Người Semang (hoặc người Negrito), thường chỉ giới hạn ở phần phía bắc bán đảo, sống bằng săn bắt hái lượm.
- Người Senoi, trú tại khu vực miền trung bán đảo, sống bằng trồng lúa nương và kê.
- Người Cổ Mã Lai hoặc dân tộc Mã Lai bản địa (còn gọi là Jakun, Proto-Malay, Aboriginal Malay), ở khu vực đồng bằng phía nam bán đảo, sống bằng nông nghiệp và khai thác lâm sản.

Các nhóm Semang và Senoi có ngôn ngữ thuộc ngữ hệ Nam Á, là các dân tộc bản địa của bán đảo Malay. Proto-Malay là những người nói ngôn ngữ Nam Đảo, được cho là đã di cư đến đây vào giữa 2500 và 1500 trước Công nguyên.
Tại Gombak, cách Kuala Lumpur khoảng 25 km về phía bắc có Bảo tàng Orang Asli.